# M73 (星群)
梅西耶73（也稱為M73或NGC 6994）是位於寶瓶座內，以四顆恆星為主體的星群。所謂星群，只是從地球上看天空中聚在一起，但彼此完全沒有關聯的恆星。M73是天空中最著名，並且曾被仔細的研究過的星群之一。

## 歷史
M73是梅西耶在1780年10月4日發現的，他最初描述這是依個由四顆恆星與一些氣體組成的星團。然而，之後的觀測者，約翰·赫歇爾卻未能看見任何的雲氣，而且赫歇爾還注意到將M73歸類為星團是有問題的。但是，赫歇爾還是將M73編入一般星雲星團目錄（General Catalogue）中，約翰·路易·埃米爾·德雷耳重新編輯新星雲星團表（New General Catalogue）時，也仍然將M73收入。.

## 科學的研究：星群還是星團？
M73稀稀落落分布的恆星曾經被視為有潛力的疏散星團，存在於該處天空的恆星彼此之間似乎有所聯繫。到底是星群還是疏散星團還引起了一場小而有趣的辯論。
在2000年，L. P. Bassino、S. Waldhausen、和R. E. Martinez發表了對M73及其附近恆星的顏色和光度分析報告。他們認為，中央明亮的四顆星和附近一些恆星的顏色-光度關係和疏散星團的一致（參考赫羅圖），因而認為M73是一個寬約9角分的古老疏散星團。然而，G. Carraro根據相似的分析，也在2000年發表了結果，確認為顏色-光度之間是沒有關聯性的，因此Carraro認為M73是星群。E. Bica和共同研究者也加入了爭論，認為再M73中心的四顆亮星和其他的恆星被對準在相同的方向上是不太可能的，所以M73應該是一個鬆散的疏散星團。這個爭議在2002年獲得解決，M. Odenkirchen和C. Soubiran發表了對M73中心6角分內恆星的高解析光譜，結果顯示出主要的6顆恆星到地球的距離都有很大的差異，因此確定M73只是個星群。
雖然M73只是機緣湊巧對準在一起的恆星，進一步的分析對判定是否為鬆散的疏散星團仍是很重要的。這樣的星團在展示銀河系的萬有引力是如何將疏散星團的恆星剝離掉的過程中是很重要的。

## 位置
這個星團在天空中的位置顯示在下面寶瓶座的星圖中：

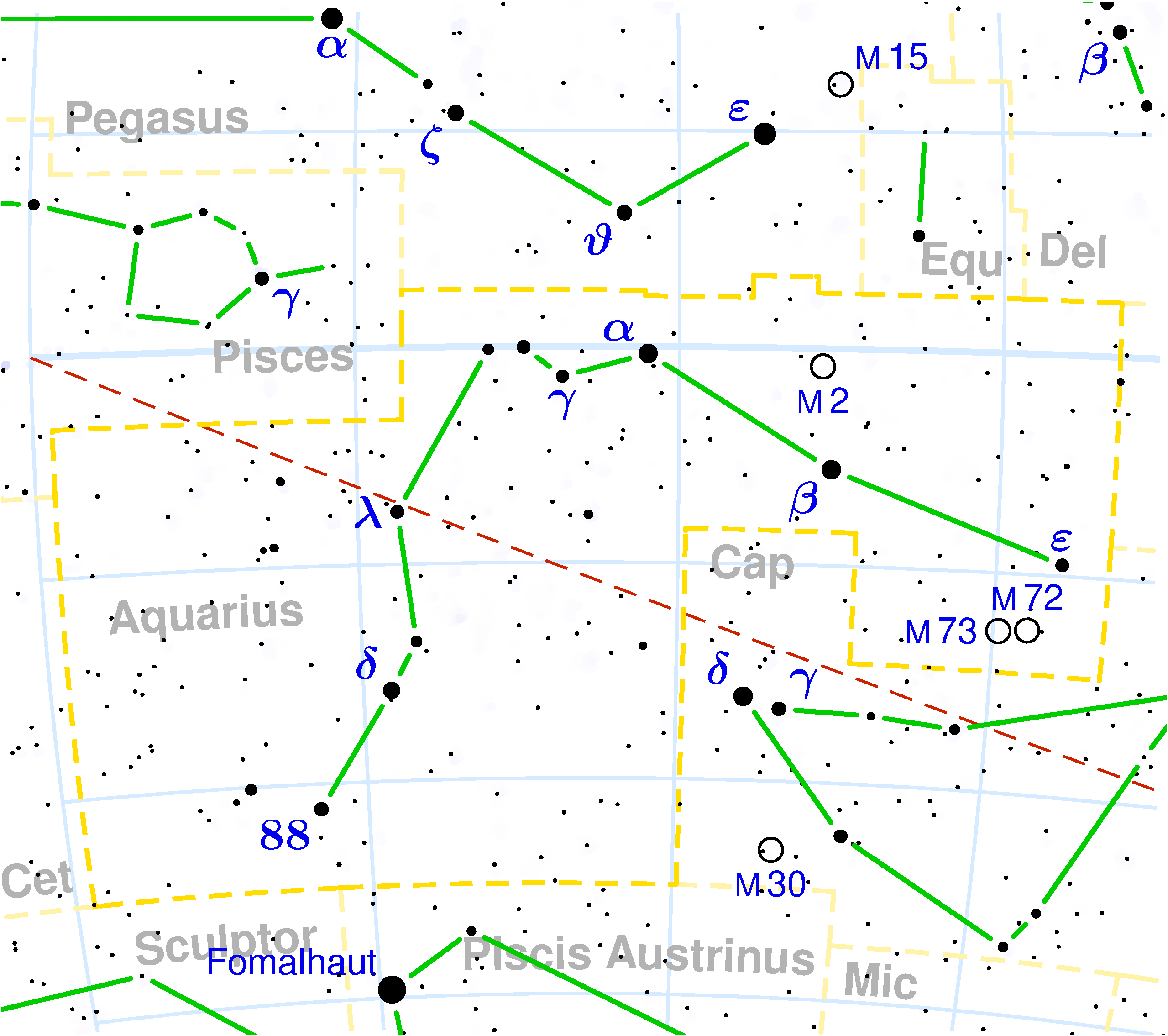
寶瓶座

## 外部連結
- Messier 73, SEDS Messier pages
- Messier 73, LRGB CCD image based on two-hours total exposure （页面存档备份，存于）

## 註解和參考資料
1. 1 2 3 4  
. SIMBAD. 斯特拉斯堡天文資料中心.
2. 1 2 3 4 5  . SEDS Messier pages.   [2010-02-28]. （原始内容存档于2015-03-03）.
3. ↑  Brown, A. G. A.;  et al. . Astronomy & Astrophysics. 2021, 649: A1. Bibcode:2021A&A...649A...1G. S2CID 227254300. arXiv:2012.01533 . doi:10.1051/0004-6361/202039657 . 已忽略未知参数|collaboration= (帮助) (勘误: doi:10.1051/0004-6361/202039657e).
4. ↑  K. G. Jones.  2nd edition. Cambridge: Cambridge University Press. 1991. ISBN 0-521-37079-5.
5. ↑  L. P. Bassino, S. Waldhausen, & R. E. Martinez. . Astronomy & Astrophysics. 2000, 355: 138–144  [2021-02-07]. （原始内容存档于2019-08-13）.
6. ↑  G. Carraro. . Astronomy & Astrophysics. 2000, 357: 145–148  [2021-02-07]. （原始内容存档于2019-08-13）.
7. ↑  E. Bica, B. X. Santiago, C. M. Dutra, H. Dottori, M. R. de Oliveira, & D. Pavani. . Astronomy & Astrophysics. 2001, 366: 827–833  [2021-02-07]. （原始内容存档于2019-08-03）.
8. ↑  M. Odenkirchen & C. Soubiran. . Astronomy & Astrophysics. 2002, 383: 163–170  [2021-02-07]. （原始内容存档于2019-08-13）.